# SAR-Klasse 7E
Die Klasse 7E ist die erste Serie von Elektrolokomotiven, die von der South African Railways für den Betrieb mit 25 kV 50 Hz Wechselstrom beschafft wurden. Die sechsachsigen Lokomotiven mit der Achsformel Co’Co’ wurden zwischen 1978 und 1979 in Dienst gestellte. Insgesamt wurden 100 Lokomotiven gebaut. Der ersten Serie von 7E-Lokomotiven folgten mehrere Nachbauserien und Umbauten, die sich zum Teil erheblich von den zuerst gelieferten Lokomotiven unterscheiden.

## Hersteller

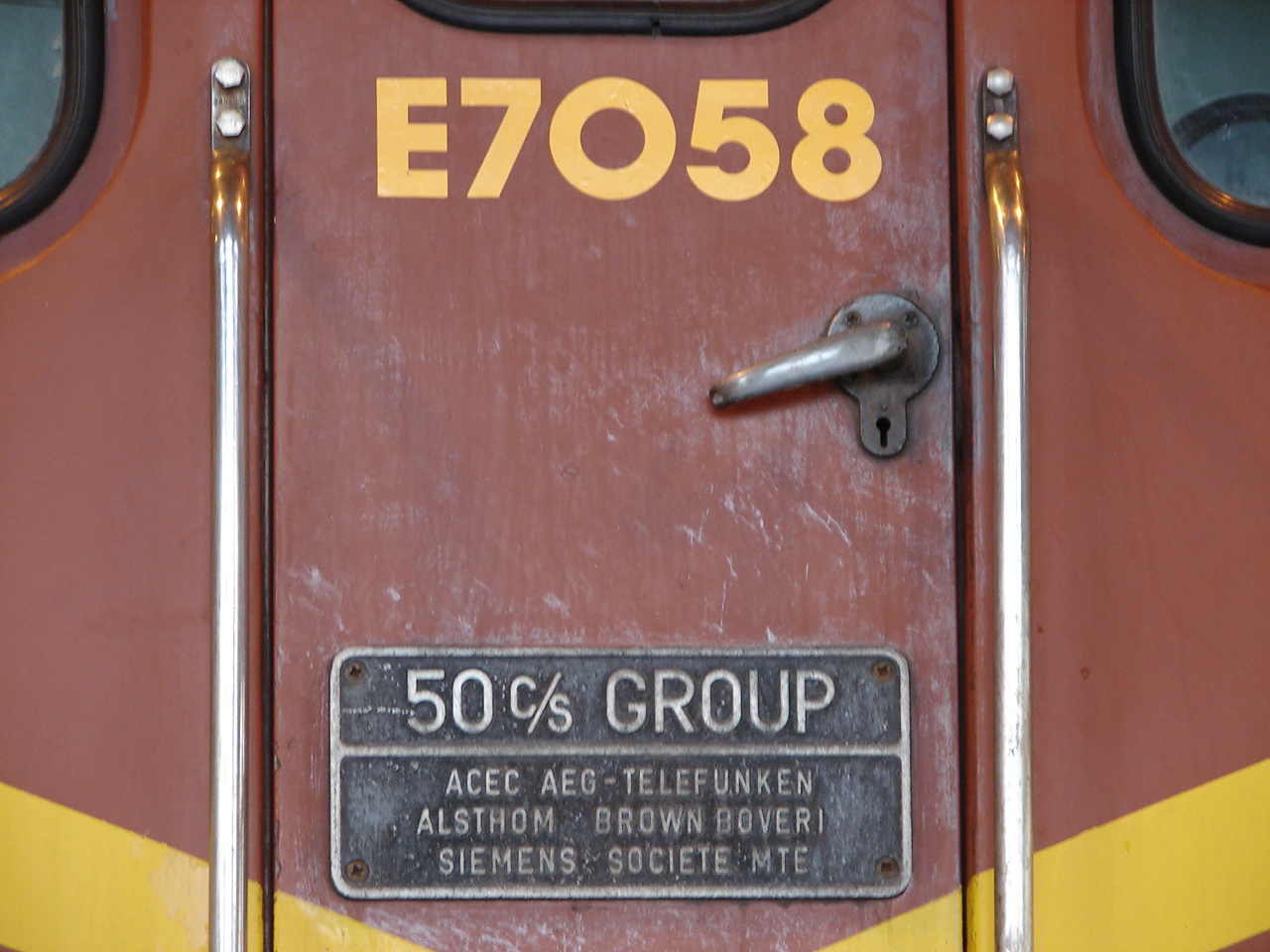
Fabrikschild der 50-Hz-Arbeitsgemeinschaft

Der Entwurf der Lokomotiven stammte von der 50-Hz-Arbeitsgemeinschaft, sie wurden der bei Union Carriage & Wagon (UCW) in Nigel gebaut. UCW war zugleich auch der Unterlieferant der mechanischen Komponenten.
Die 50-Hz-Arbeitsgemeinschaft bestand aus den folgenden europäischen Herstellern:
- Ateliers de Constructions Electriques de Charleroi (ACEC), Belgien
- AEG-Telefunken, Deutschland
- Siemens, Deutschland
- Alsthom-Atlantique, Frankreich
- Matériel de traction électrique (MTE), Frankreich
- Brown, Boveri & Cie., Schweiz

Die Lokomotiven erhielten die Fahrzeugnummern E7001 bis E7100. Es war die erste Baureihe, bei der die Klassen-Bezeichnung Teil der Fahrzeugnummer wurde. Die Vorgänger-Klassen 1E bis 6E erhielten durchlaufende Nummern von E1 bis E2185, wobei zwölf Nummern ausgelassen wurden. Die Lokomotiven beider Hersteller erhielten keine Fabriknummern.

## Technik
Die Lokomotive hat zwei Führerstände. Am Ende 2 befindet sich neben der Einstiegstüre zum Führerstand eine Dachleiter. Die für die 7E typischen, wie Augenbrauen wirkenden Regenrinnen über den Stirnfenstern wurden erst nach der Ablieferung angebracht.

### Traktionsausrüstung
Die Phasenanschnittsteuerung in Thyristor-Technik erlaubt eine stufenlose Zug- und Bremskraftsteuerung. Um einen möglichst guten Leistungsfaktor zu erhalten, wurde sie als Sektorsteuerung ausgeführt.

### Tiefanlenkung
Die außen an den Drehgestellen angeordnete Tiefanlenkung wurde zuvor auf der Baureihe 6E1 erprobt und von dieser übernommen. Zusammen mit dem elektronischen Schleuderschutz und der Zugkraftumverteilung von bis zu 15 % zwischen den Drehgestellen erlaubt die umgangssprachlich als Grasshopper Legs „Heuschreckenbeine“ bezeichnete Tiefanlenkung eine maximale Zugkraftübertragung auf die Schienen, ohne dass die Räder durchdrehen.

### Stromabnehmer
Die Baureihe 7E war die erste Elektrolokomotive der SAR, bei der die Stromabnehmer so angeordnet waren, dass die Palette genau über dem Drehpunkt der Drehgestelle liegt. Dadurch wird das Risiko verkleinert, dass sich der Stromabnehmer mit der Fahrleitung verhängt. Dies ist besonders in Tunneln und engen Bögen sowie bei Weichen besonders groß, weil sich an diesen Stellen der Stromabnehmer gegenüber der Fahrleitung seitlich bewegt.

## Einsatz

Karte des südafrikanischen Eisenbahnnetzes. Die mit 25 kV/50 Hz Wechselstrom elektrifizierten Strecken sind grün dargestellt.

Die 7E-Lokomotiven waren in erster Linie für den Güterverkehr auf den mit 25 kV 50 Hz Wechselstrom betriebenen Strecken vorgesehen. Bis 1978 kam in Südafrika nur 3 kV Gleichstrom für den elektrischen Betrieb der Hauptstrecken zum Einsatz, danach wurden alle neuen Projekte in 25 kV Wechselstrom ausgeführt. Die einzige Ausnahme ist die mit 50 kV 50 Hz Wechselstrom überspannte Bahnstrecke Sishen–Saldanha. Es gibt vier voneinander getrennte 25 kV Wechselstrom-Streckennetze in Südafrika:
- Pyramid South (Pretoria)–Pietersburg und Pyramid South–Brits–Rustenburg–Thabazimbi.
- Ermelo–Richards Bay (Richards Bay Coal Line)
- Port Elizabeth–De Aar und Kimberley–De Aar–Beaufort West
- East London–Springfontein.

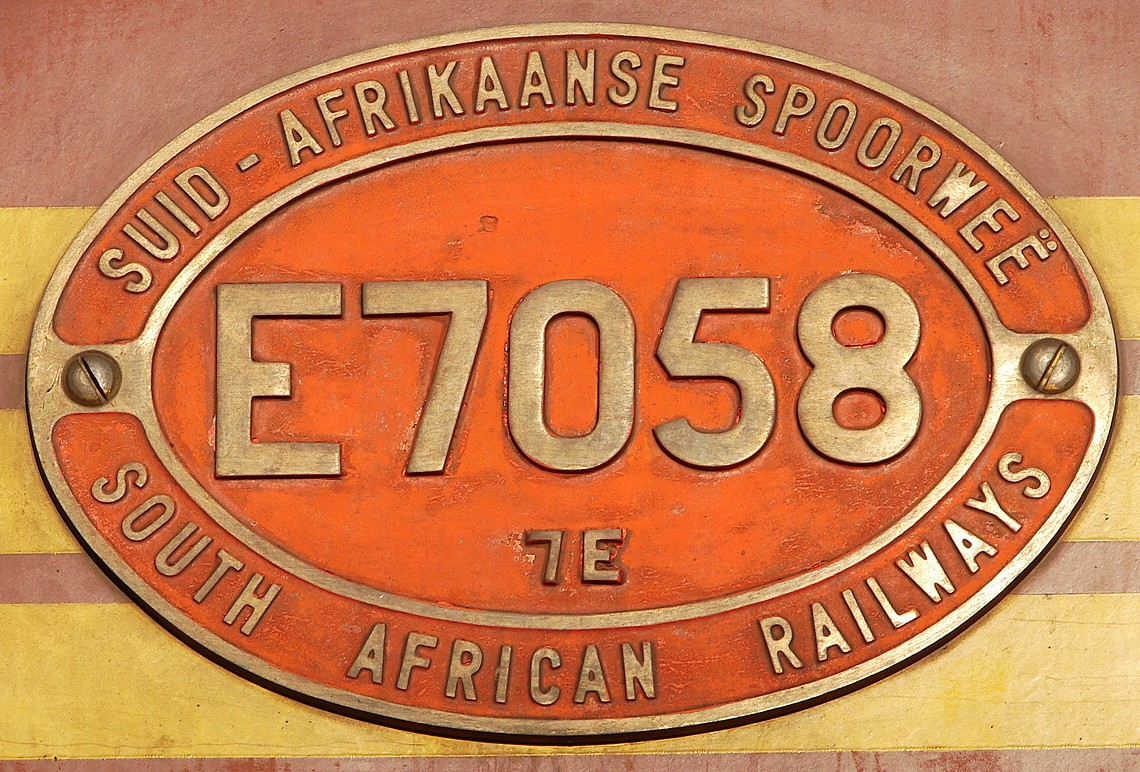
Nummernschild der E7058

Bei der Elektrifizierung der Strecke Kimberley–De Aar wurde diese auf eingleisigen Betrieb mit langen Überholstrecken zurückgebaut und mit Centralized Traffic Control (CTC) versehen. Auf dieser Strecke ersetzten die 7E-Lokomotiven die letzten großen Dampflokomotiven Südafrikas, die Baureihe 25NC. Das zweite, nicht elektrifizierte Gleis wurde zwar vom Streckennetz getrennt, aber nicht abgebaut. In Erwartung eines erhöhten Verkehrsaufkommens im Zusammenhang mit dem Manganerz-Abbau in Hotazel wurde im Juli 2008 mit der Elektrifizierung des zweiten Gleises begonnen.
Die Lokomotiven der Baureihe 7E waren ursprünglich auf der Richards Bay Coal Line im Einsatz. Nachdem weitere Baureihen von 25 kV-Lokomotiven abgeliefert worden waren, kamen einige 7E-Lokomotiven auf den von Pyramid South und East London ausgehenden Strecken zum Einsatz, doch der größte Teil gelangte nach Kimberley, wo sie im Güter- und Reisezugverkehr nach Port Elizabeth und Beaufort West eingesetzt wurden.

### Briefmarke
Eine am 15. Februar 1990 ausgegebene Briefmarke mit dem Wert von 30 Cent zeigt zwei Lokomotiven der Baureihe 7E mit einem Erzzug. Die Marke gehörte zu einer Serie von Gedenkmarken mit dem Thema Unabhängigkeit und Regionale Zusammenarbeit im Süden Afrikas. Die Marke mit der 7E sollte das integrale Eisenbahnnetz darstellen, das sich von Kapstadt bis nach Daressalam in Tansania erstreckt. Das Markenbild wurde vom Briefmarkengestalter und Künstler H. Barrett entworfen.

## Anstrich
Bei der SAR trugen die Lokomotiven einen einheitlichen golfroten Anstrich mit gelben Bändern an den Seitenwänden, die an der Stirnseite nach unten verliefen und dadurch den Fahrzeugen ein an ein Gesicht mit Schnurrhaaren (englisch: Whiskers) erinnerndes Aussehen gaben. Alle E7-Lokomotiven wurden in diesem Anstrich abgeliefert. Dieser Anstrich wurde durch einen orangen, später braunen Anstrich bei Spoornet abgelöst. Viele Elektrolokomotiven und einige Diesellokomotiven erhielten einen Anstrich in blauer Grundfarbe für den Einsatz vor dem Blue Train, aber ohne dass die anderen Gestaltungselemente des Anstrichs geändert worden wären. Die blauen Lokomotiven trugen somit die gelben Whiskers in der SAR-Zeit genauso wie sie später das Spoornet-Logo und den Schriftzug SPOORNET trugen, einzig beim braunen Spoornet-Anstrich verschwand der Schriftzug. Später, als Spoornet allgemein zu einem blauen Anstrich überging, trugen die Lokomotiven für den Blue Train keinen speziellen Anstrich mehr. Bei der Baureihe 7E hatten die Nummern 7004 bis 7009 den Blue-Train-Anstrich für den Einsatz auf dem Abschnitt Kimberley–Beaufort West. Unter PRASA erhielten die vor Reisezügen eingesetzten Lokomotiven einen violetten Anstrich.

### Bilder der Anstrich-Varianten
Das Bild in der Infobox des Artikels zeigt die Nummer E7067 im orangen Spoornet-Anstrich. Unten sind einige Bilder der anderen bei der 7E verwendeten Anstriche.

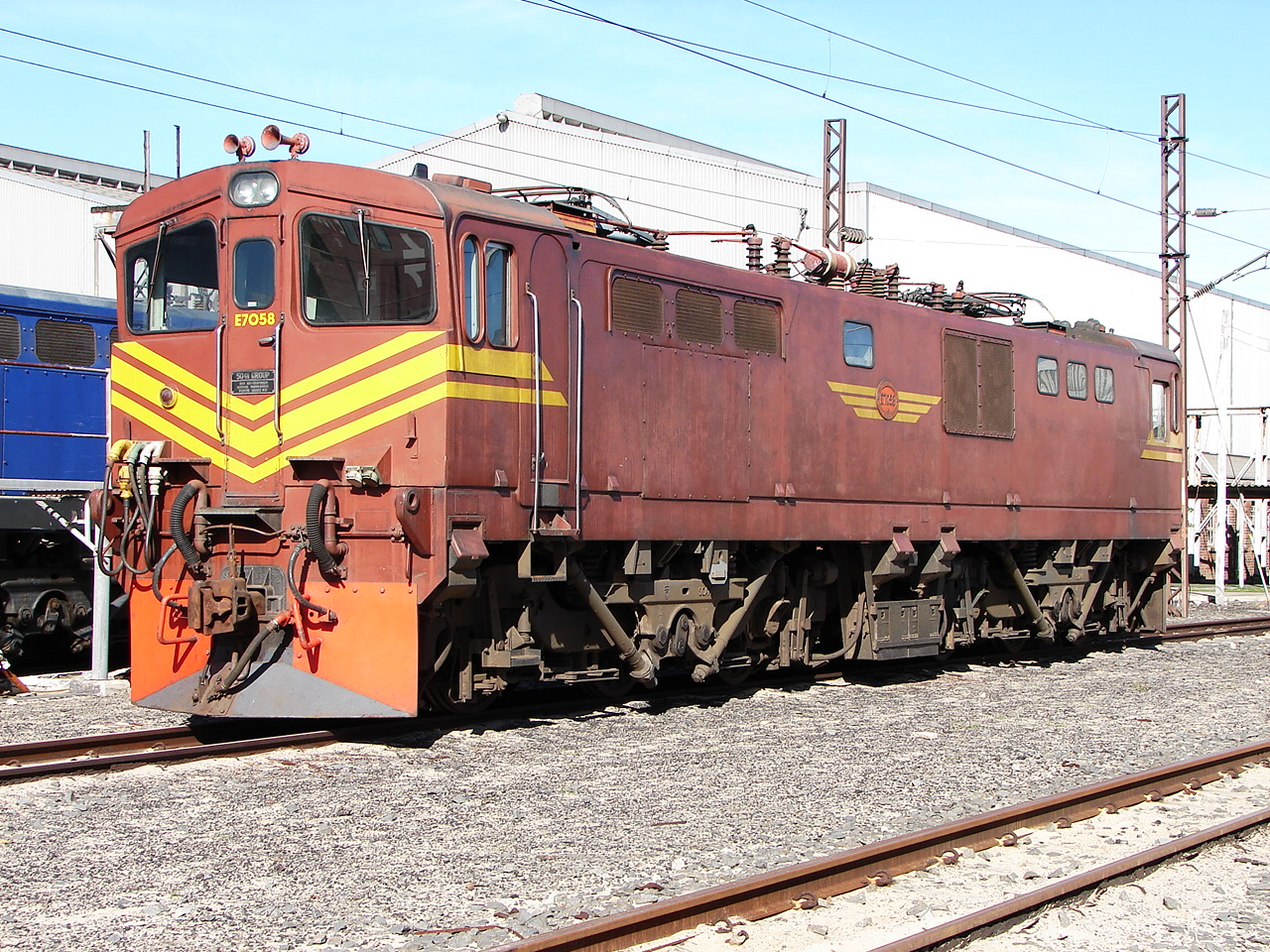
E7058 in Golfrot und mit gelben „Schnurrhaaren“ im Depot Swartkops bei Port Elizabeth am 22. April 2013
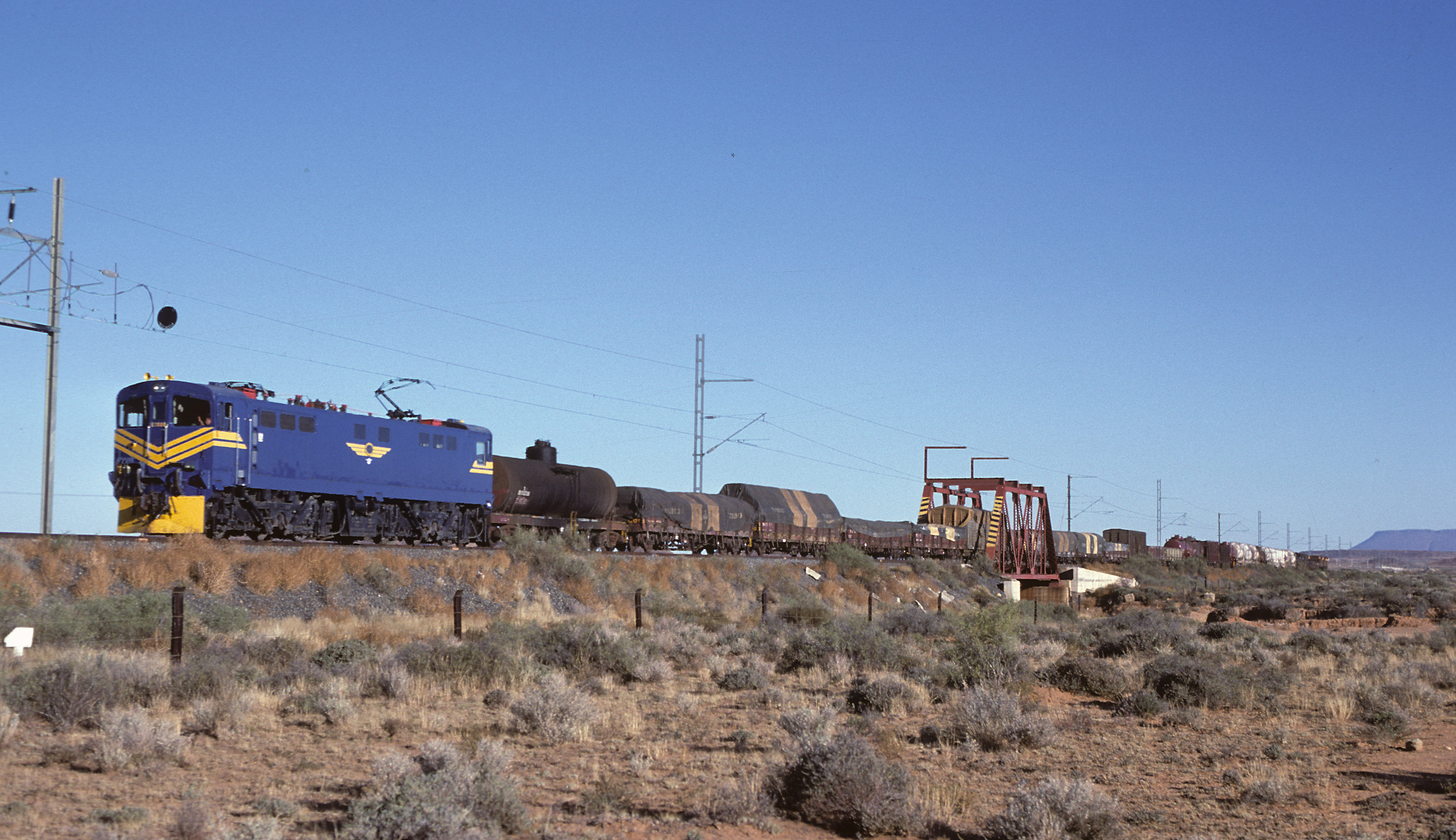
E7008 im blauen Spezialanstrich der SAR für den Einsatz vor dem Blue Train, aber vor einem Güterzug bei Die Put, ungefähr 16 km südlich von De Aar, eingesetzt, am 2. Mai 1985
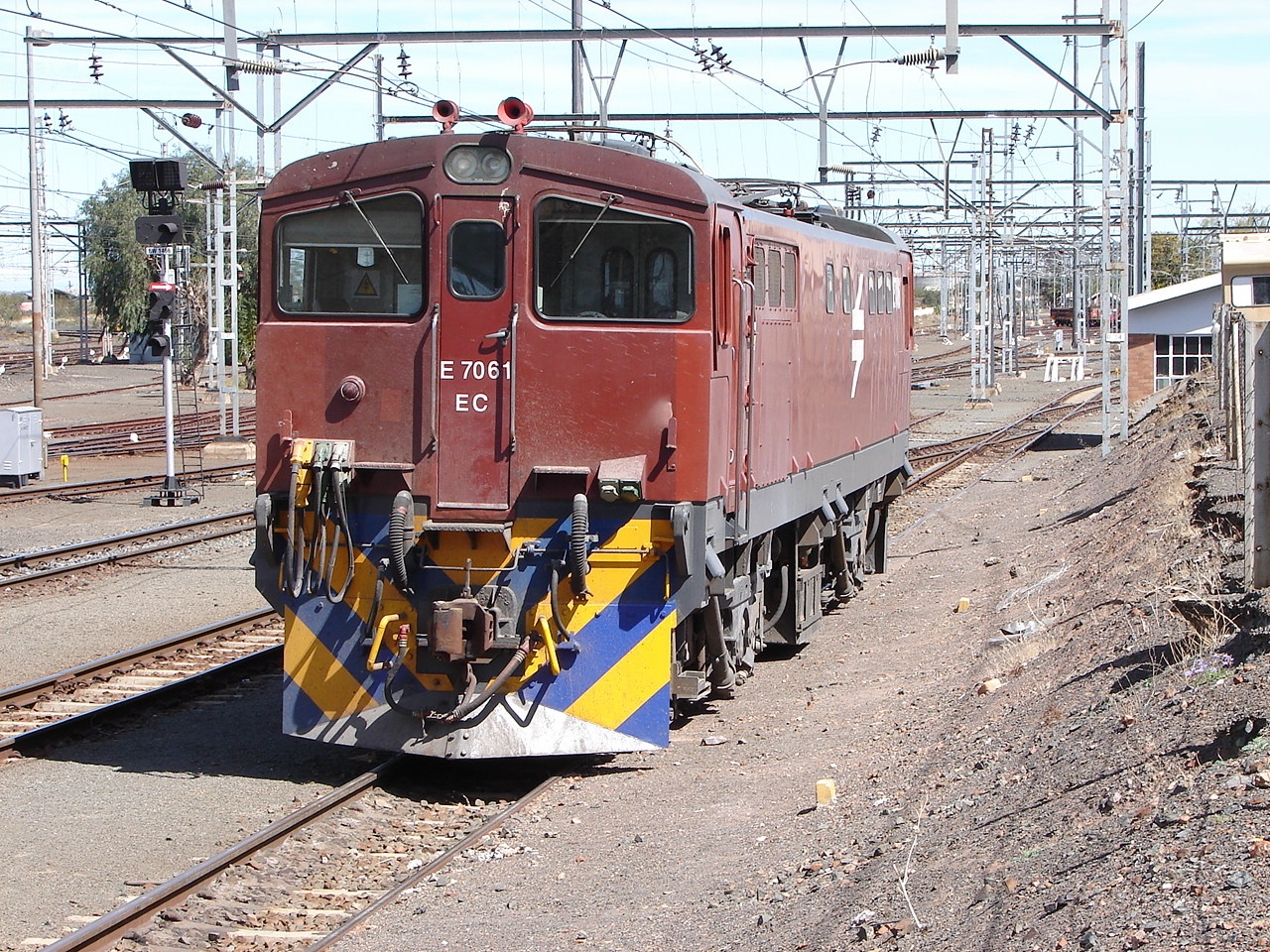
E7061 im braunen Spoornet-Anstrich in Beaufort West am 16. September 2009
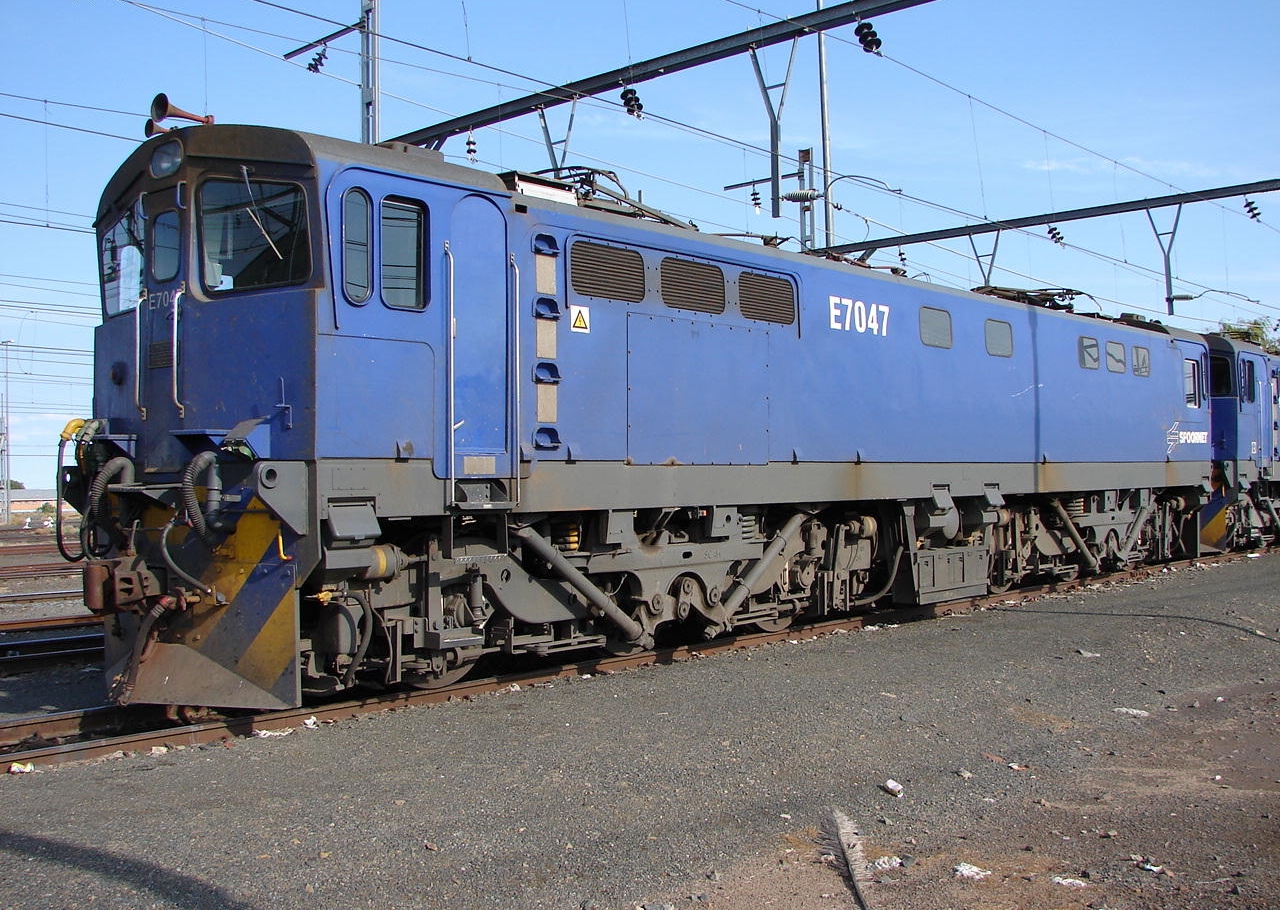
E7047 im blauen Spoornet-Anstrich mit ausgefüllten Nummern in Beaufort West am 1. Mai 2006
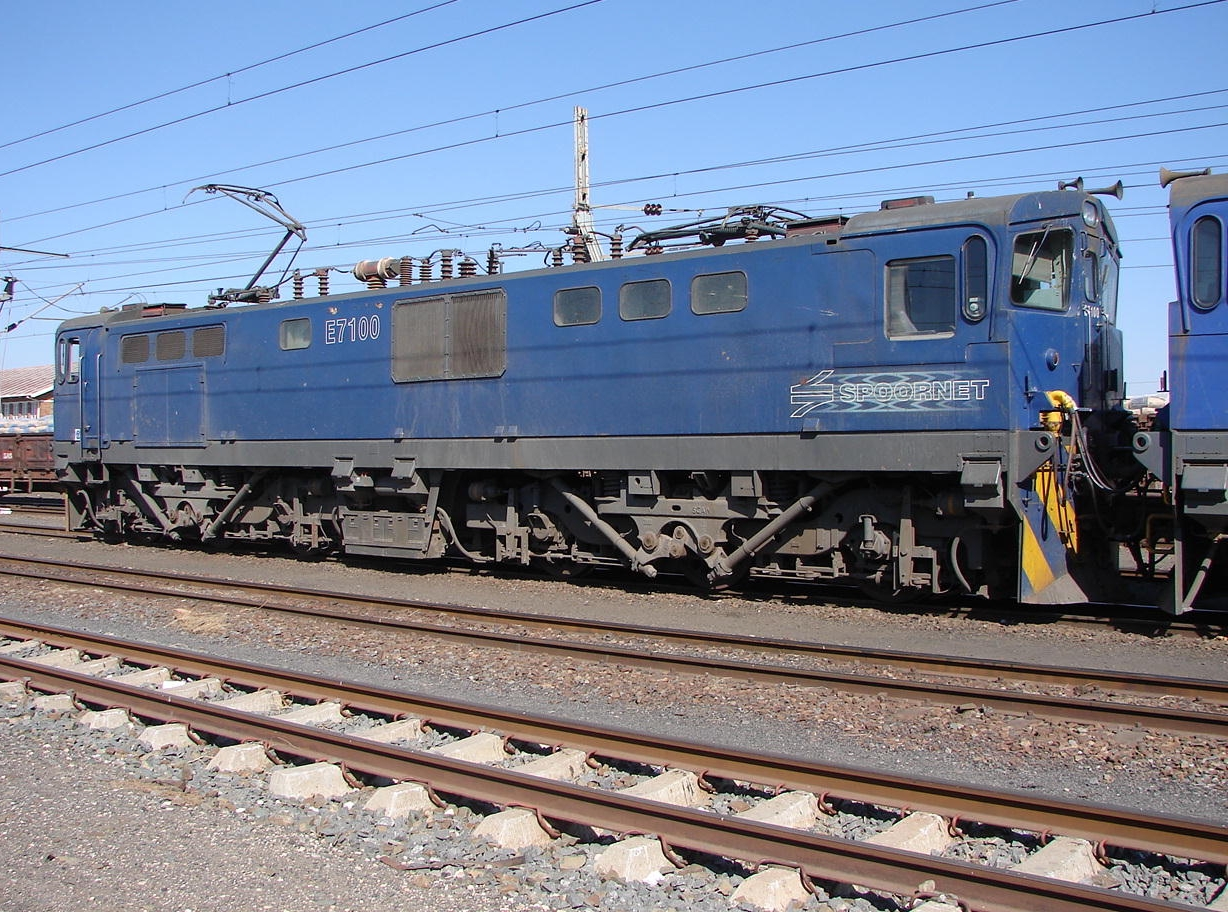
E7100 im blauen Spoornet-Anstrich mit umrandeten Nummern in De Aar am 26. August 2007
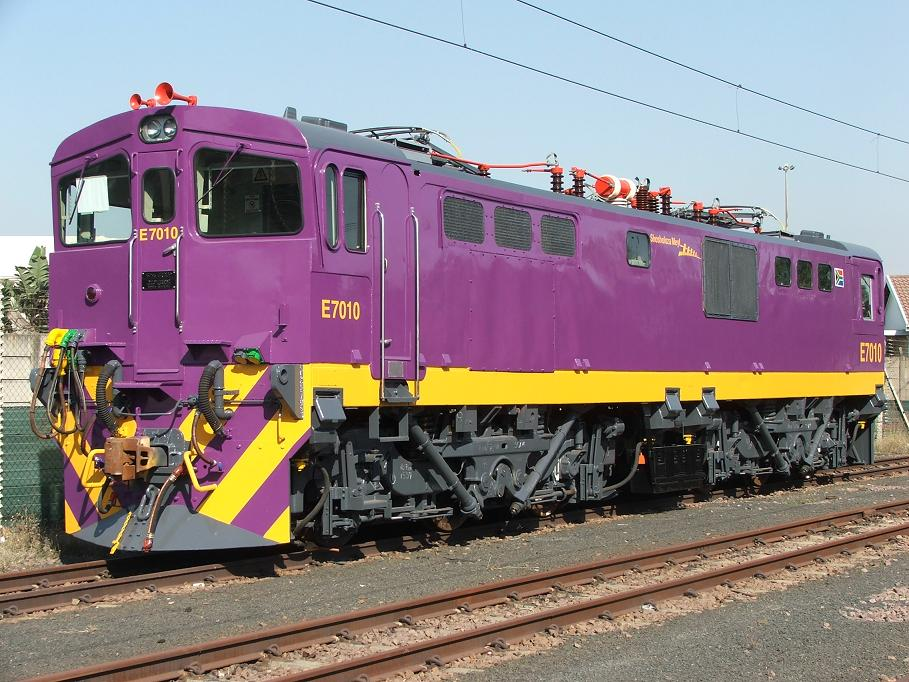
E7010 im Shosholoza-Meyl-Anstrich von PRASA im Edwin-Swales-Depot in Durban am 4. Juni 2010

## 7E-Familie
Die erste Serie von 7E war so erfolgreich, dass insgesamt 300 Lokomotiven in mehrere Serien nachbestellt wurden und diese später durch Umbauten verbessert wurden. Neben den von der 50-Hz-Arbeitsgemeinschaft konzipierten Lokomotiven kamen auch solche mit elektrischen Ausrüstungen von Hitachi zur Bestellung, bei welchen Dorbyl, die heutige DCD, den mechanischen Teil beistellte. Sie verwenden im Gegensatz zur Sektorsteuerung der europäischen Lokomotiven zuschaltbare Blindleistungs-Kompensationskondensatoren zur Verbesserung des Leistungsfaktors. Die erste Serie japanischer Lokomotiven, die 7E1, war für den dauernden Einsatz in Mehrfachtraktion auf der Richards Bay Coal Line vorgesehen, weshalb sie nur einen Führerstand erhielten, alle übrigen Serien hatten zwei Führerstände bis auf die Lokomotiven aus der 7E3-Serie, welche von Transwerk zu 7E4 umgebaut wurden. Die Baureihen 7E2 und 7E3 hatten gegenüber den ersten Baureihen Drehgestelle mit verkürztem Achsstand, um die Spurkranz- und Gleisabnutzung zu reduzieren.
Im Folgenden eine Übersicht der ganzen 7E-Familie:

### Ursprünglich gelieferte Lokomotiven
| Bezeichnung    | Nummerierung | Merkmale                                                       | Anzahl | Baujahr   | Hersteller                    | Bild |
| -------------- | ------------ | -------------------------------------------------------------- | ------ | --------- | ----------------------------- | ---- |
| 7E             | E7001–E7100  | erste europäische Variante                                     | 100    | 1978–1979 | 50-Hz-Arbeitsgemeinschaft UCW |      |
| 7E1            | E7101–E7150  | erste japanische Variante nur ein Führerstand                  | 50     | 1979–1981 | Hitachi Dorbyl                |      |
| 7E2 (1. Serie) | E7151–E7175  | Drehgestelle mit verkürztem Achsstand                          | 25     | 1982      | 50-Hz-Arbeitsgemeinschaft UCW |      |
| 7E2 (2. Serie) | E7176–E7215  | Drehgestelle mit verkürztem Achsstand geänderte Lüftungsgitter | 40     | 1983      | 50-Hz-Arbeitsgemeinschaft UCW |      |
| 7E3 (1. Serie) | E7216–E7275  | Drehgestelle mit verkürztem Achsstand                          | 60     | 1983–1984 | Hitachi Dorbyl                |      |
| 7E3 (2. Serie) | E7277–E7300  | Drehgestelle mit verkürztem Achsstand                          | 25     | 1984–1985 | Hitachi Dorbyl                |      |

### Umbauten
| Bezeichnung                          | Nummerierung            | Merkmale                                                                                    | Anzahl      | Baujahr   | Hersteller             | Bild |
| ------------------------------------ | ----------------------- | ------------------------------------------------------------------------------------------- | ----------- | --------- | ---------------------- | ---- |
| 7E4                                  | E7260–E7276             | nur ein Führerstand umgebaut aus 7E3                                                        | 17          | 2000–2003 | umgebaut von Transwerk |      |
| 7E5                                  | E7286–E7300 und andere  | umgebaut aus 7E3 später zu 7E6 umgebaut                                                     | mehr als 15 | nach 2003 | umgebaut von Transwerk |      |
| 7E6 später wieder als 7E3 bezeichnet | E7216–E7259 E7277–E7300 | zuerst umgebaut aus den nicht zu 7E4 oder 7E5 umgebauten Loks der 7E3, später aus allen 7E5 | 58          | nach 2003 | umgebaut von Transwerk |      |